# Gudrun-ének
Az alnémet szójárásban Gudrun-ének (németül: Gudrunlied), eredetileg Kudrun-ének egy középkori német népeposz.

## Tartalom
Mai formájában valószínűleg a 13. század első évtizedéből ered. A három részre osztott eposz első és legrövidebb része az írországi Hagen csodás kalandozásait mutatja be, aki Greife vezetése alatt Indiába jut, ott nőül veszi Hildát, majd hazatér. Hagen leányát, akit szintén Hildának hívnak, csak annak akarja adni, aki vele erőben mérkőzik. A második énekben Hettel király elküldi a szép hangú Frutét, az okos Horandot és az erős Watét, akik elrabolják Hildát, s az őket üldöző Hagennel is harcolnak; végül azonban kibékülnek, Hettel pedig feleségül veszi Hildát. A harmadik, leghosszabb rész, amelyről az eposz a nevét kapta, Gudrun (Hettel és Hilda leánya) viszontagságait meséli el. Hartmut normandiai királyfi elrabolja Gudrunt és megöli az üldöző Hettelt. Gudrun nem hajlandó édesapja gyűlölt gyilkosához hozzá menni, ezért sok éven keresztül a legmegalázóbb munkákat kell végeznie. Rabságából fivére, Ortwein és jegyese Herwig szabadítják ki, és állnak bosszút elrablóin.

## Magyarul
- Kudrun. Hősköltemény; ford. Kőrös Endre; Franklin, Bp., 1910
- Kudrun. Középkori német hősi eposz; ford. Kőrös Endre, szöveggond., utószó Lőkös Péter; Eötvös, Bp., 2007 (Eötvös klasszikusok)
- Mikler Sámuel (1887) Gudrun, Kiadatlan[1][2]